# السباق المدهش

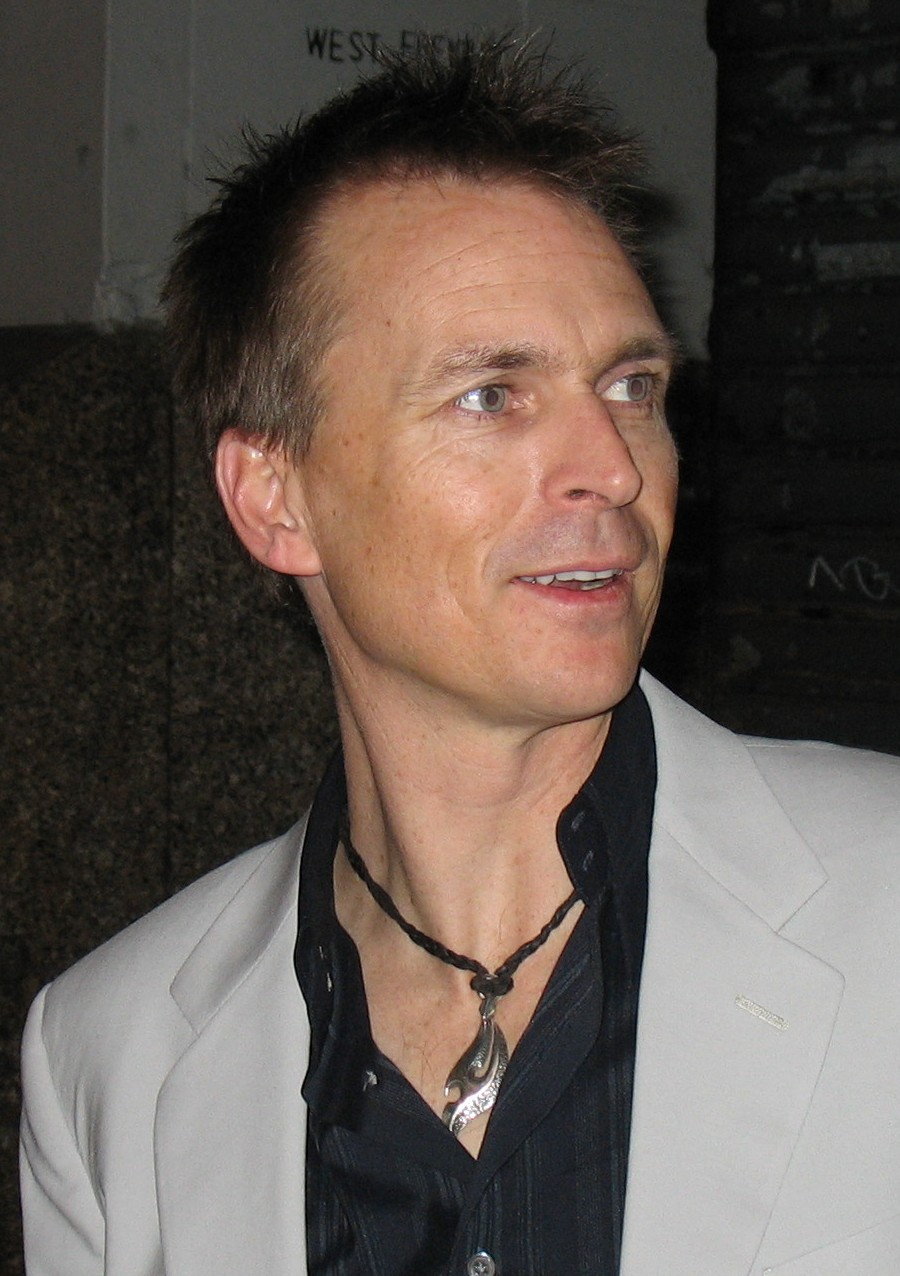
مقدم البرنامج

ذا اميزنف ريس بالإنجليزية (The Amazing Race)n) حرفيا (سباق مدهش) هو برنامج تلفزيوني واقع أمريكي فائز بعدد من جوائز ايمي ويعرض كل حلقة ساعة كاملة ويبث على قناة سي بي اس عرض لأول مرة في عام 2001 وتم عرضه في الشرق الأوسط على قناة إم بي سي أكشن أولا ثم إم بي سي 4. وتقدر جائزة الرابح ب مليون دولار 

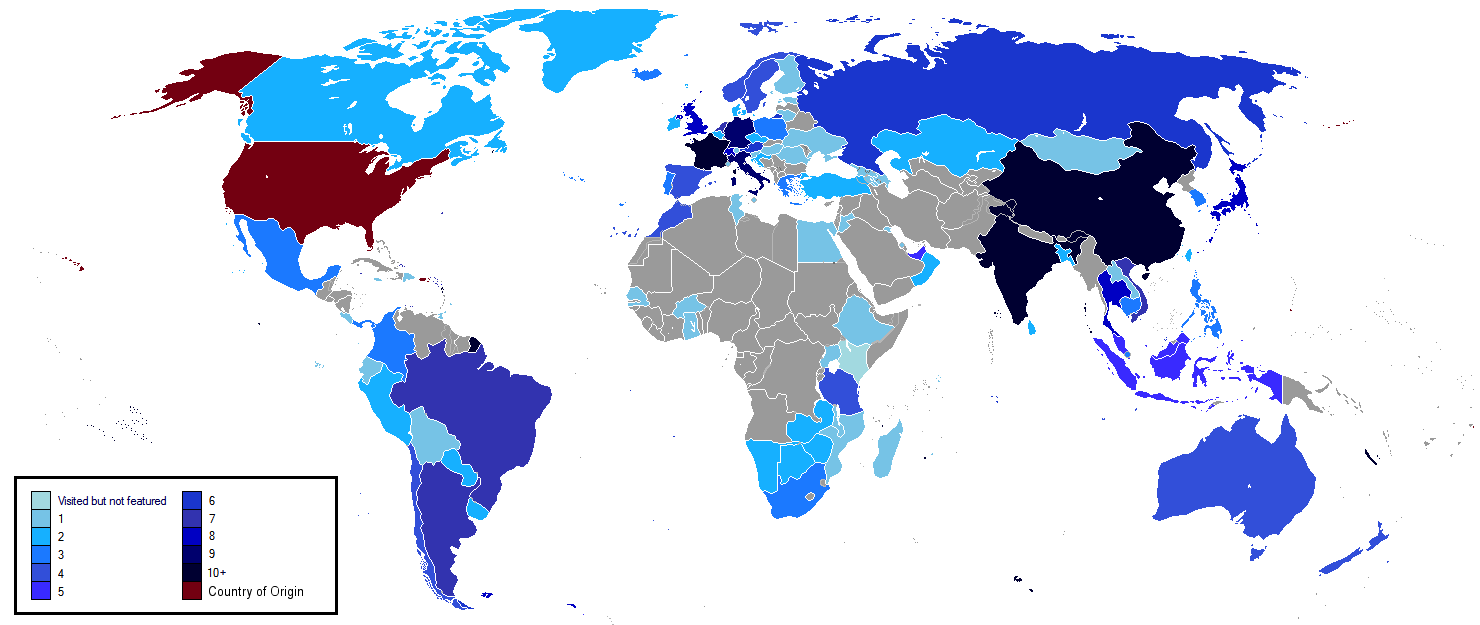
الدول التي تم تصوير فيها البرنامج

.

## وصلات خارجية
- السباق المدهش على موقع IMDb (الإنجليزية)
- السباق المدهش على موقع ميتاكريتيك (الإنجليزية)
- السباق المدهش على موقع الموسوعة البريطانية (الإنجليزية)
- السباق المدهش على موقع كينوبويسك (الروسية)
- السباق المدهش على موقع قاعدة بيانات الفيلم (الإنجليزية)